# Andrés Avelino Pi y Arimón
Andrés Avelino Pi y Arimón (en catalán: Andreu Avel·lí Pi i Arimon; Barcelona, 1793-Barcelona, 1851) fue un historiador español.

## Biografía
Según narra su hijo en unos apuntes biográficos en el prólogo de Barcelona antigua y moderna, Andrés Avelino Pi y Arimón habría nacido en Barcelona el 1 de marzo de 1793, hijo de Vicente Pi e Isabel Arimon. Fue miembro correspondiente de la Real Academia de la Historia desde 1834 y miembro de número de la Academia de Buenas Letras de Barcelona desde 1835. También fue miembro residente de la Sociedad Económica Barcelonesa de Amigos del País, corresponsal de la Sociedad de Amigos del País de Valencia y oficial segundo honorario del ministerio del real cuerpo de artillería. Falleció el 25 de diciembre de 1851. Casado con Teresa Molist, fue padre del mencionado Emilio Pi y Molist, médico y cervantista. A Pi y Arimón se debe la obra Barcelona antigua y moderna, que continuaría su hijo tras su deceso.
Escribió también el Museo barcinonense de inscripciones romanas en monumentos lapidarios existentes en Barcelona, ó metodo que debiera establecerse para describirlas a fin de generalizar en España su aprecio por medio de la verdadera y genuina inteligencia de su contenido y fue autor de un plano geométrico del primitivo recinto de Barcelona.